# 南榎町
南榎町（みなみえのきちょう）は、東京都新宿区の町名。「丁目」の設定のない単独町名である。住居表示未実施。

## 概要
新宿区の北東部に位置する。牛込地域に属し、牛込の名を冠して牛込南榎町とも呼ばれる。地域北部は、榎町に接する。北東部から東部は、矢来町に接する。南東部は北山伏町に接する。南部は市谷山伏町に接する。西部は弁天町に接する（地名はいずれも新宿区）。地域内は、低層住宅が並ぶ。

### 地価
住宅地の地価は、2024年（令和6年）7月1日の地価調査によれば、南榎町70番2の地点で78万円/m2となっている。

## 歴史
泉鏡花旧居跡：明治から昭和初期にかけて、日本文学に大きな業績を残した小説家泉鏡花が居住していた。
南榎公園の隣には、徳川家康に仕えた儒学者林羅山を筆頭とした林氏の史跡がある。
久保田万太郎や菊池寛、和田芳恵ら住んでいた。また、イデア書院（のちの玉川学園出版部）や成城学園後援会出版部などもあった。

## 世帯数と人口
2025年（令和7年）3月1日現在（新宿区発表）の世帯数と人口は以下の通りである。
- 世帯数 : 706世帯
- 人口 : 1,418人

### 人口の変遷
国勢調査による人口の推移。
| 年                 | 人口  |
| ------------------ | ----- |
| 1995年（平成7年）  | 1,253 |
| 2000年（平成12年） | 1,329 |
| 2005年（平成17年） | 1,319 |
| 2010年（平成22年） | 1,192 |
| 2015年（平成27年） | 1,360 |
| 2020年（令和2年）  | 1,469 |

### 世帯数の変遷
国勢調査による世帯数の推移。
| 年                 | 世帯数 |
| ------------------ | ------ |
| 1995年（平成7年）  | 565    |
| 2000年（平成12年） | 609    |
| 2005年（平成17年） | 616    |
| 2010年（平成22年） | 590    |
| 2015年（平成27年） | 695    |
| 2020年（令和2年）  | 778    |

## 学区
区立小・中学校に通う場合、学区は以下の通りとなる（2018年8月時点）。
- 区域 : 全域
  - 小学校 : 新宿区立市谷小学校
  - 中学校 : 新宿区立牛込第一中学校

## 事業所
2021年（令和3年）現在の経済センサス調査による事業所数と従業員数は以下の通りである。
- 事業所数 : 17事業所
- 従業員数 : 35人

### 事業者数の変遷
経済センサスによる事業所数の推移。
| 年                 | 事業者数 |
| ------------------ | -------- |
| 2016年（平成28年） | 16       |
| 2021年（令和3年）  | 17       |

### 従業員数の変遷
経済センサスによる従業員数の推移。
| 年                 | 従業員数 |
| ------------------ | -------- |
| 2016年（平成28年） | 31       |
| 2021年（令和3年）  | 35       |

## 施設
- 新宿区立南榎公園

## 出身・ゆかりのある人物
- 斎藤勇（英文学者） - 東京大学名誉教授。住所が南榎町。
- 斎藤眞（政治学者） - 東京大学名誉教授。

## その他

### 日本郵便
- 郵便番号 : 162-0852[3]（集配局 : 牛込郵便局[18]）。